# Arma longa

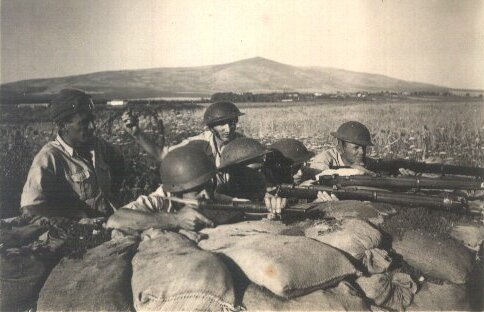
Paramilitares do Haganá usando armas longas, em 1948

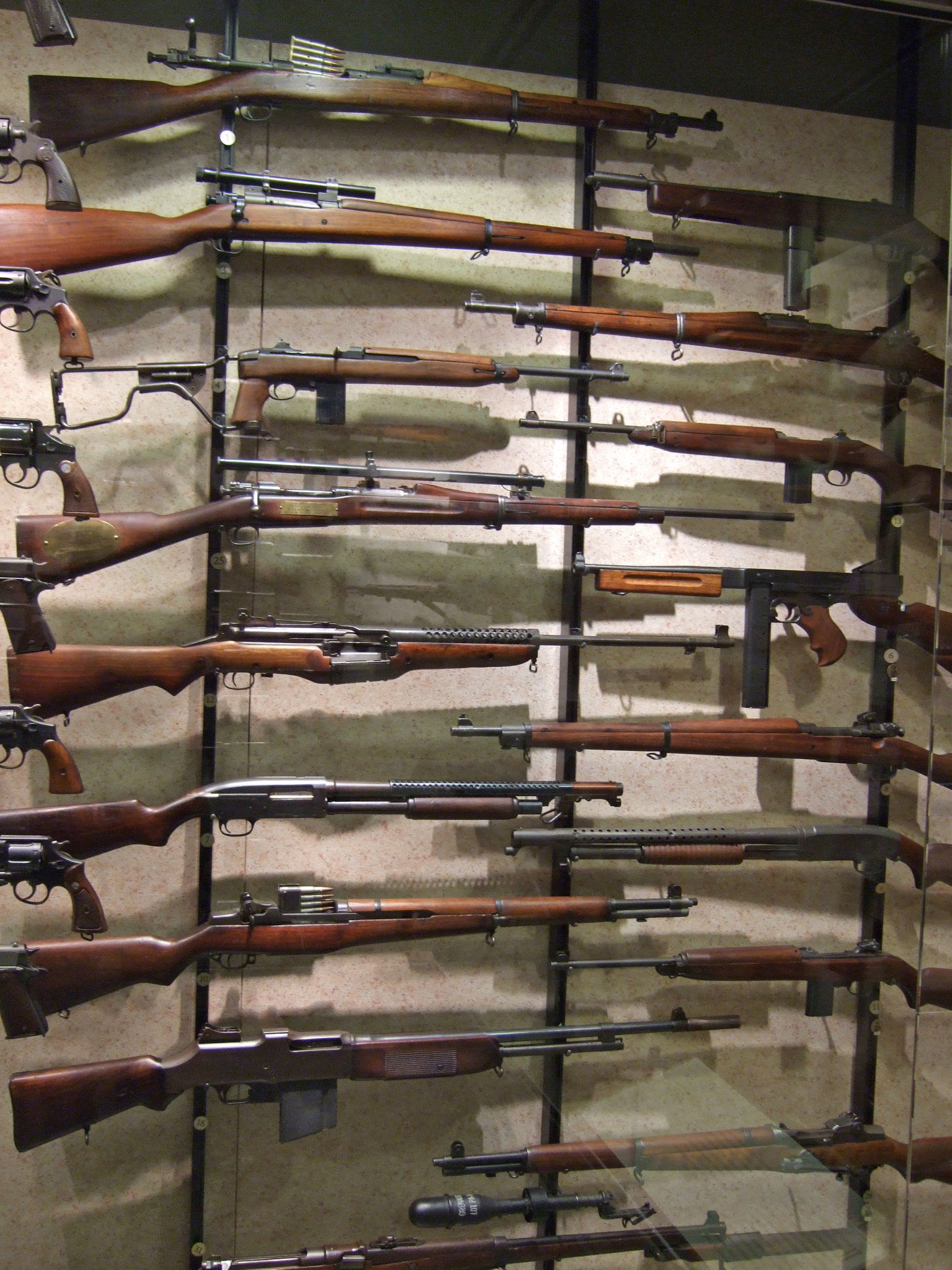
Várias armas longas usadas pelos Estados Unidos durante a Segunda Guerra Mundial, incluindo fuzis, carabinas, submetralhadoras e espingardas. Em contraste, parcialmente visíveis à esquerda estão várias armas curtas.

Arma longa, é a designação de armas de fogo que se caracterizam por canos mais longos que outros tipos. Mesmo em termos de armas portáteis, as armas longas são geralmente projetadas para serem manuseadas com as duas mãos e com apoio do ombro, em contraste com as armas curtas, que em geral, podem ser manuseadas e disparadas com apenas uma das mãos. No contexto de canhões e armas estáticas, uma arma longa de artilharia, estaria em contraste com o Obus e o Caronada.